# Baeopogon clamans
Baeopogon clamans là một loài chim trong họ Pycnonotidae.